# 王维学
王维学 ，中华人民共和国政治人物，原长春市卫生健康委员会主任，现任长春市市场监督管理局局长。

## 生平
2022年5月至2024年12月，出任长春市卫生健康委员会主任，2022年9月，因应对长春市传染病医院发生2019冠状病毒病感染事件不力被诫勉谈话。2024年12月起，出任长春市市场监督管理局局长。